# Malente
Malente är en kommun (Gemeinde) och semesterort i Kreis Ostholstein i förbundslandet Schleswig-Holstein i Tyskland.
Inför och under VM-slutspelet 1974 hade Västtysklands landslag i fotboll sitt träningsläger i Malente. Även inför VM-slutspelen 1966, 1970, 1978, 1986, 1990 och 1994 förlades landslagets VM-läger på orten.